# Aleksandra Ovtsjinnikova
Aleksandra Pavlovna Ovtsjinnikova (Russisch: Александра Павловна Овчинникова) (Koeznetsk, Oblast Penza, 6 juli 1953) is een voormalig basketbalspeelster die uitkwam voor het nationale basketbalteam van de Sovjet-Unie. Ze kreeg de onderscheidingen Meester in de sport van de Sovjet-Unie in 1978, Orde van de Rode Vlag van de Arbeid (Sovjet-Unie) en de Orde van de Eer (Russische Federatie).

## Carrière
Ovtsjinnikova speelde voor Spartak Penza en Spartak Leningrad. Met Leningrad won Ovtsjinnikova in 1974 het Landskampioenschap van de Sovjet-Unie. Ook won ze vier keer op rij de Ronchetti Cup in 1972, 1973, 1974 en 1975. Met de Sovjet-Unie won ze de gouden medaille op het Wereldkampioenschap in 1975. Ook won ze goud op het Europees Kampioenschap in 1974 en 1978.

## Privé
Ovtsjinnikova was getrouwd met Aleksandr Belov (sinds  april 1977). Ze heette toen Aleksandra Pavlovna Belova. Ze hadden geen kinderen.

## Erelijst
- Landskampioen Sovjet-Unie: 1
  - Winnaar: 1974
  - Tweede: 1972, 1973, 1975
  - Derde: 1976
- Ronchetti Cup: 4
  - Winnaar: 1972, 1973, 1974, 1975
- Wereldkampioenschap: 1
  - Goud: 1975
- Europees Kampioenschap: 2
  - Goud: 1974, 1978